# Gaja Gamini
Gaja Gamini (devanagari: गज गामिनी) – bollywoodzki film wyreżyserowany w 2000 roku przez sławnego, wówczas już 85-letniego, malarza indyjskiego M. F. Hussaina. Maqbool Fida Hussain reżyserował po raz pierwszy w życiu tworząc w tym filmie malarską odę na cześć kobiety, którą w różnych postaciach przedstawia tu Madhuri Dixit. Obok niej grają Naseeruddin Shah, Shabana Azmi i Shah Rukh Khan.

## Obsada
- Madhuri Dixit – Gaja Gamini/Sangita/Shakuntala/Monika/Mona Lisa
- Shabana Azmi – Nirmala Premchanda
- Naseeruddin Shah – Leonardo da Vinci
- Shilpa Shirodkar – Sindhu
- Shah Rukh Khan – gościnnie, fotograf
- Mohan Agashe – Kalidas
- Farida Jalal – kobieta ze wsi
- Inder Kumar – Kamdev (bóg miłości)